# きむふな
金 壎我（きむ ふな、朝鮮語: 김훈아、1963年 -）は、韓国出身の翻訳家。韓国語と日本語の間の文学翻訳業務に従事する。

## 学歴
- 学士 - 誠信女子大学
- 修士 - 誠信女子大学大学院日本文学科
- 博士 - 専修大学大学院日本文学科[1]

## 著書
- 『在日朝鮮人女性文学論』（作品社） 2004年
- 『韓国文学を旅する60章』（共著、明石書店） 2020年

## 日本語翻訳
- 韓江（ハン・ガン）『菜食主義者』、『引き出しに夕方をしまっておいた』（共訳）
- 金愛爛（キム・エラン）『どきどき僕の人生』、『だれが海辺で気ままに花火を上げるのか』
- 片恵英（ピョン・ヘヨン）『アオイガーデン』
- 鄭美景（チョン・ミギョン）『夜よ、ひらけ』
- 邦玄碩（パン・ヒョンソク）『サパにて』
- 津島佑子・申京淑（シン･ギョンスク）の往復書簡『山のある家、井戸のある家』
- 孔枝泳（コン・ジヨン）『愛のあとにくるもの 紅の記憶』
- 李垠（イ・ウン）『美術館の鼠』
- 『いまは静かな時 — 韓国現代文学選集』（共訳）[2]

## 受賞
- 2008年、第1回板雨翻訳賞（津島佑子『笑いオオカミ』韓国語版）[1]、高麗大学日本研究センター日本翻訳院[3]。